# 小行星101955
小行星101955（臨時名稱1999 RQ36）是林肯近地小行星研究小組在1999年9月11日發現的一顆阿波羅型小行星。它是歐西里斯任務（OSIRIS-REx計畫）在2023年攜帶樣品返回地球任務鎖定的目標。它是列在哨兵系統的巴勒莫撞擊危險指數第三級，有著撞擊地球最高度危機的小天體。
101955 班努的平均直徑大約是492米（1,614英尺；0.306 mi），並且已經被阿雷西博天文台的行星雷達和金石深空網路廣泛的觀測。

## 命名
班努的名稱來自北卡羅萊納州的一位三年級（9歲）的學生Michael Puzio。他參加亞利桑那大學、行星學會和林肯近地小行星計畫於2013年6月舉辦的為"小行星命名活動"，從來自全球各地數十個國家，8千多名參與著命名中脫穎而出。它的名稱來自埃及神話的不死鳥－貝努鳥（Bennu），Puzio 覺得將前往探測的太空船歐西里斯號，包括其TAGSAM臂，很像貝努鳥。

### 班努小行星地貌命名
國際天文聯會2020年3月7日公佈班努（Bennu）小行星上第一批地貌命名。它的十二個主要地貌特徵名稱，是由美國太空總署歐西里斯（OSIRIS-REx）號團隊成員提出，他們在過去的一年中，一直在詳細繪製小行星的地圖。 歐西里斯號太空船目前已從班努小行星的地表收集樣品帶回地球，計劃在2023年回到地球。
班努的名字的靈感來自古埃及神靈，描述為鳥、太陽、創造和重生有關。 為了與這個主題保持一致，國際天文聯會決定採用各民族神話中的鳥類和類似鳥類的生物有關的名稱。
班努小行星上的各種地形，分別是：區（Regio），隕石坑（Crater），山脊（Dorsum），溝（Fossa）和岩（Saxum）。以下是第一批班努小行星表面特徵名稱，全部以神話中的鳥類和鳥狀生物命名。 
1. 特努瓦區（Tlanuwa Regio）以巨型特努瓦鳥命名，這些鳥類以蛇的碎片散佈在地球上，在切諾基（Cherokee）神話中變成了站立的岩石柱子。特努瓦區是班努南半球大片巨石所覆蓋的區域。
2. 奔奔岩（Benben Saxum）以起源於原始水域的古埃及土丘命名。在埃及神話中，阿圖姆（Atum）神以班努鳥的形式飛越水域後定居於奔奔（Benben），以創造世界。奔奔岩是班努小行星最高的巨石。
3. 大鵬岩（Roc Saxum）以大鵬鳥命名，大鵬鳥是中東阿拉伯神話中的猛禽。 大鵬岩是班努小行星最大的巨石特徵。
4. 西摩格岩（Simurgh Saxum）以波斯神話中善良的鳥而得名，據說該鳥擁有所有知識。 西摩格岩在是班努小行星上定義為本初子午線，是這顆小行星坐標系的基礎。
5. 福金岩（Huginn Saxum）是相鄰的巨石，以北歐神話中的奧丁（Odin）養的兩隻烏鴉其中一隻福金命名。
6. 霧尼岩（Muninn Saxum）是相鄰的巨石，以北歐神話中的奧丁養的兩隻烏鴉其中一隻霧尼命名。
7. 俄克皮特岩（Ocypete Saxum）以古希臘神話人物命名，是鷹身女妖化身，她常在海上興風作浪，作惡多端。俄克皮特岩位於2019年1月19日在班努小行星發生的粒子噴射事件的起點附近。
8. 條紋岩（Strix Saxum）以羅馬神話中的兇猛條紋鳥而得名。 條紋岩是位於歐西里斯號任務的後備樣本收集站點兩側的一塊巨石。
9. 阿米罕岩（Amihan Saxum）以是菲律賓神話中的一隻鳥，牠是他加祿（Tagalog）民族神話中第一個居住在宇宙中的生物。這個大而扁平的巨石似乎被部分掩埋，位於特努瓦區，那裡的大石塊異常集中。
10. 普瓦凱岩（Pouakai Saxum）是波利尼西亞（Polynesian）毛利（Māori）人神話中，殺死併吞食人類的猛禽而得名。 普瓦凱岩是一塊10.6米的巨石，位於班努小行星的南半球，就在奔奔岩的北面。
11. 希道士岩（Aetos Saxum）是宙斯（Zeus）的童年玩伴而得名，宙斯在希臘神話中被赫拉（Hera）變成了老鷹。 希道士岩是一個顯著扁平的巨石，在班努小行星的赤道附近具有大翅膀的形狀。
12. 石像鬼岩（Gargoyle Saxum）是一隻帶有翅膀，鳥狀脖子和呼吸火焰的法國龍狀怪物而得名。石像鬼岩是歐西里斯號探測任務後備樣本站點附近的一塊巨大的巨石，也是班努小行星上最暗的物體之一。

### 歐西里斯號在班努小行星取樣位置名稱
美國太空總署的歐西里斯號太空船經過近八個月仔細測量與繪製編號班努小行星的表面地形，正式向外界公佈了四個採樣候選地點。
由於班努小行星的名字來自於埃及神話中的班努鳥，因此這次選出的四個候選地點也分別以埃及神話中的鳥命名為：
1. 夜鶯（Nightingale）候選地點夜鶯在畫面中最黑，被認為擁有顆粒最細的土壤；
2. 翠鳥（Kingfisher）認為候選地點岩石含水量相當高；
3. 魚鷹（Osprey）認為候選地點岩石含水量相當高；
4. 磯鷸（Sandpiper）候選地點含有豐富碳的岩石。

## 撞擊地球的可能性
平均而言，大約每130,000年會有一顆直徑500米（1,600英尺；0.31 mi）的小天體會對地球產生影響。在2010年，安德列·蘭妮和它的合作者對從2169年至2199年間有撞擊地球潛在威脅的8顆小行星，包括班努，做了動力學上的研究。累積撞擊的或然率依靠當時對班努等的物理性質所知甚微少，但發現撞擊的機率都不會超過0.071%。作者承認要精確的評估101955 班努影響地球的概率，將需要一個更詳細的形狀模型和另外的觀測（從地面或太空船前往觀測），來確定亞爾科夫斯基效應的大小和方向。
基於後來的形狀模型的發表和1999年、2005年、2011年雷達觀測的天體測量，它是可能估計亞爾科夫斯基效應的加速度並修訂有關的評估。目前（2014年）最佳的碰撞估計是在2175年至2196年間有0.037%的累積概率。這對應於巴勒莫尺度是 -1.70。

## 太空船任務

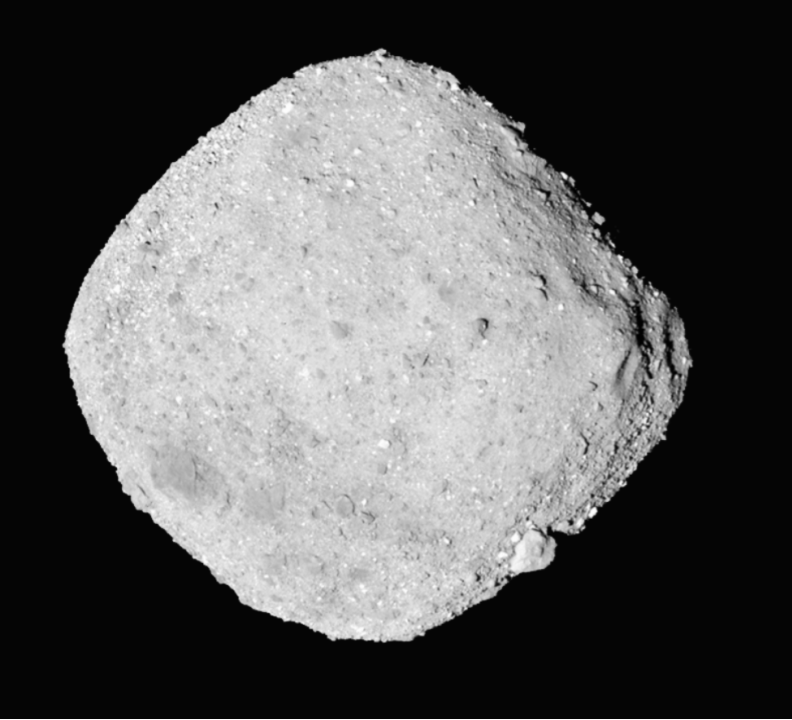
歐西里斯號於2018年12月3日拍攝到的小行星。

因為從地球前往只需要少量的ΔV，就可以進入軌道，101955 班努已經被好幾個太空任務選中作為太空船的目標。

### 歐西里斯任務
NASA新疆界計畫的歐西里斯任務，已经在2016年9月8日發射，於2020年抵達101955班努，並在2023年將采集的樣品帶返地球。
最終歐西里斯號太空船提早於2018年12月3日中午12時10分抵達101955 班努，並向地球傳送該小行星的清晰圖片。
2020年10月20日，歐西里斯號成功地降落在班努小行星表面以收集樣品。
2020年10月23日，美國國家航空暨太空總署（NASA）同日說明，探測器OSIRIS-REx在小行星貝努（Bennu）成功以機械手臂抓取大量石塊碎屑樣本，但採集量多到收集器蓋子無法完全密封，致部分樣本噴瀉到外太空。 
2023年9月24日，探測器OSIRIS-REx的回收莢艙在美國猶他州著陸，其中裝有約250公克的小行星塵埃樣本。10月11日，美国航天局表示根據从小行星贝努上采集的样本分析，小行星貝努上存在碳和水的证据。

## 圖集

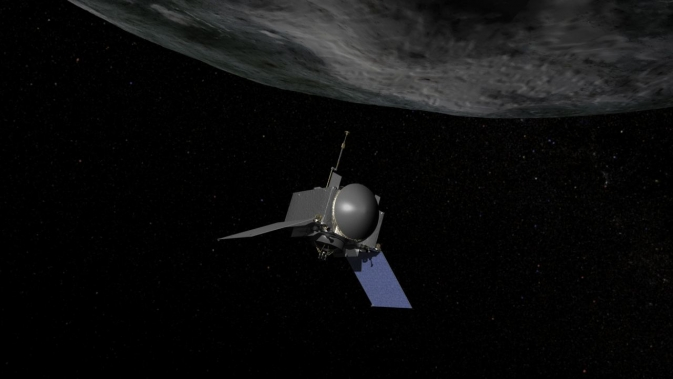
藝術家概念下的歐西里斯號與班努小行星[26]。
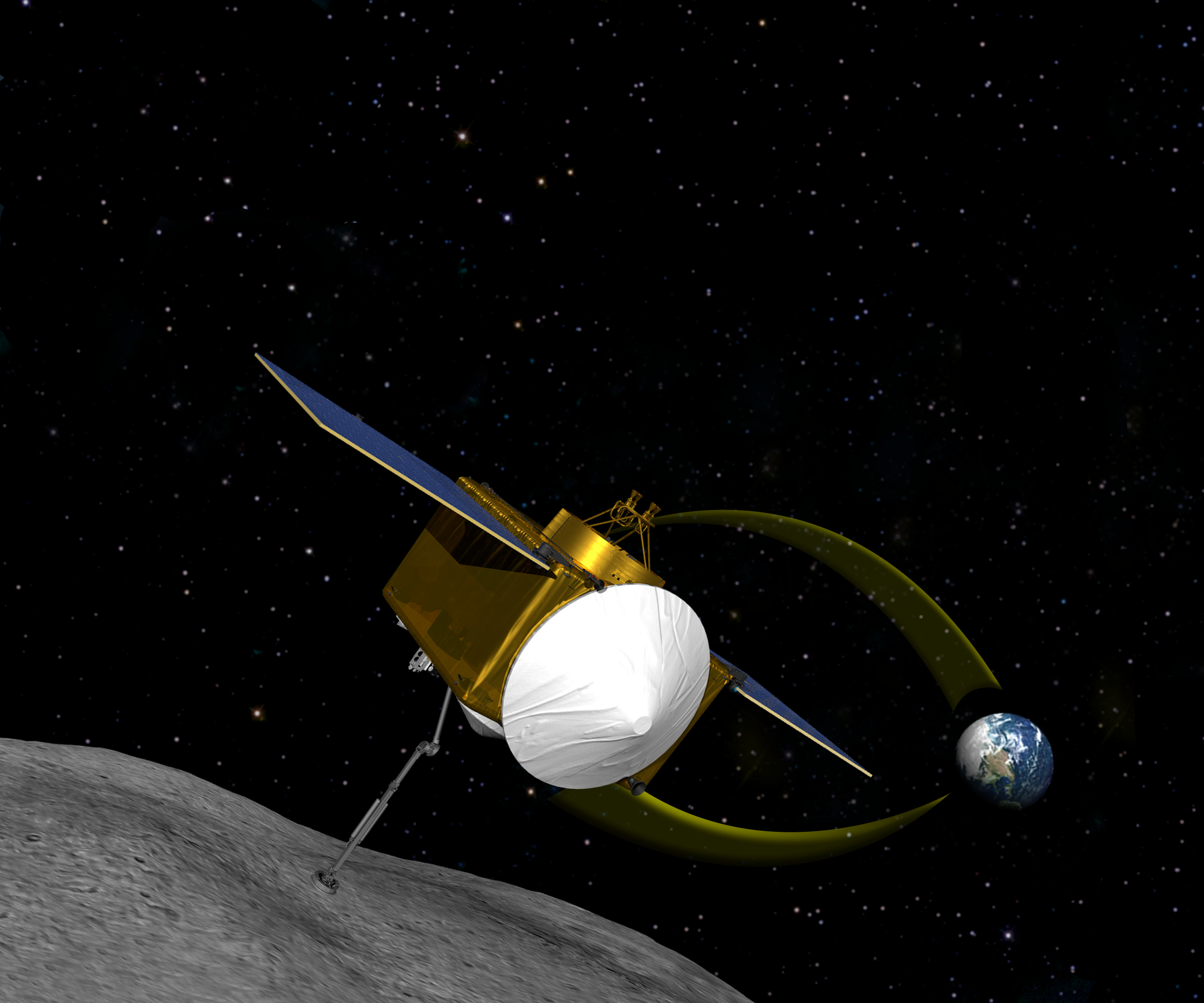
歐西里斯號從班努小行星採集樣本的插圖。
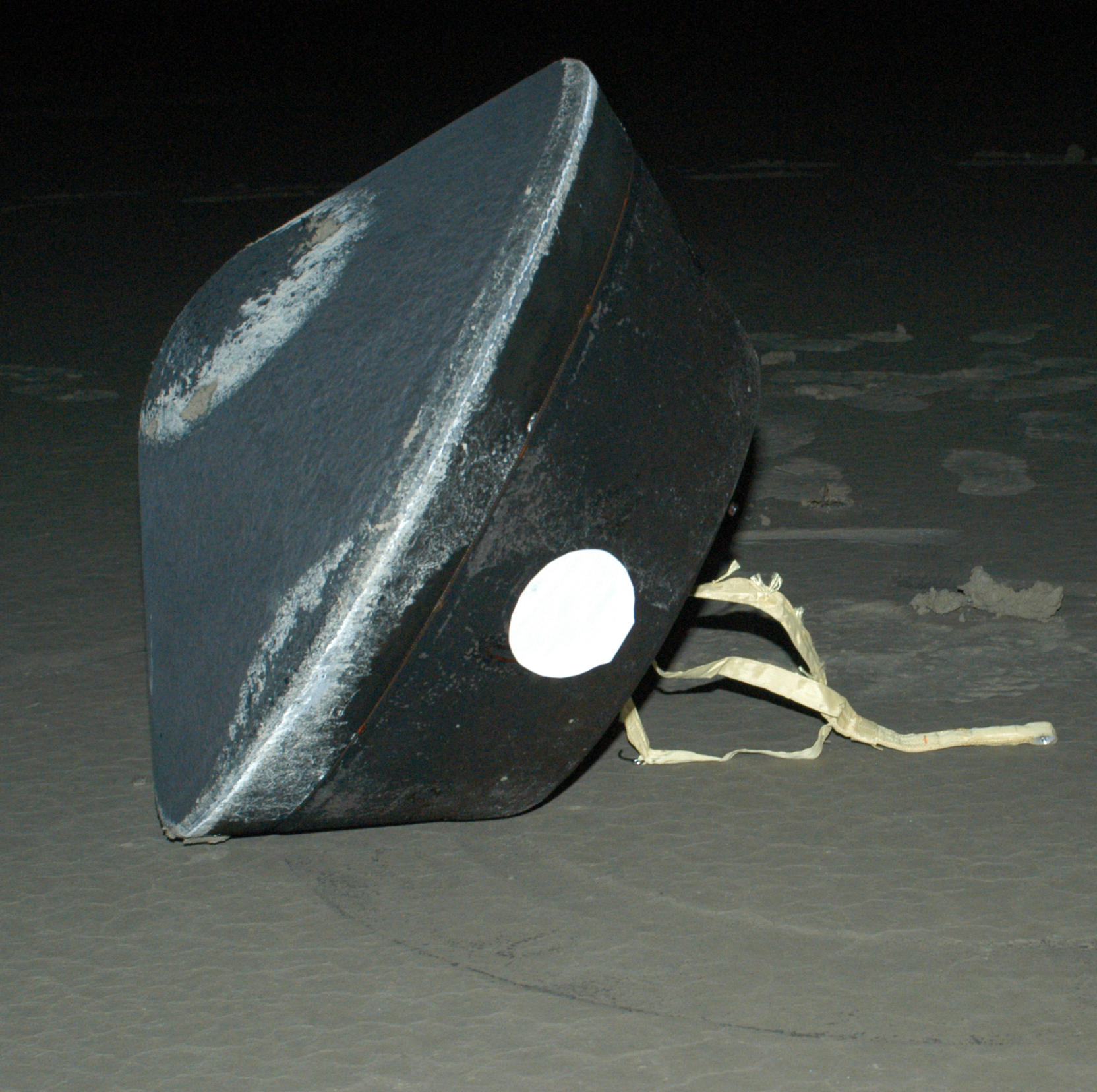
星塵任務的樣品返回艙。歐西里斯號使用類似的返回艙。
- 班努小行星被認為存在著太陽系剛形成時的物質。

## 外部連結
- Earth Impact Risk Summary: 101955 1999 RQ36 （页面存档备份，存于） (Years: 2169–2199) – JPL near-Earth object website
- Orbit parameters （页面存档备份，存于） – NASA website
- Temperature History and Dynamical Evolution of (101955) 1999 RQ 36: A Potential Target for Sample Return from a Primitive Asteroid (2011 ApJ 728 L42)
- Physical Properties of OSIRIS-REx Target Asteroid (101955) 1999 RQ36 derived from Herschel, ESO-VISIR and Spitzer observations （页面存档备份，存于） (arXiv:1210.5370 : 19 Oct 2012)
- The Design Reference Asteroid for the OSIRIS-REx Mission Target (101955) Bennu （页面存档备份，存于） (arXiv:1409.4704 : 16 Sep 2014)
- NASA JPL小天體瀏覽器上的小行星101955